# 24 cm Kanone (Eisenbahn)
24 cm K. (E) Theodor Bruno – niemieckie działo kolejowe z okresu II wojny światowej. 24 cm K. (E) miało łoże kolejowe i było zasilana amunicją składaną.